# Radio Amor
Radio Amor es el segundo álbum de estudio del músico de electrónica canadiense  Tim Hecker, lanzado el 25 de marzo de 2003 por Mille Plateaux y relanzado el 23 de enero de 2007 por Alien8 Recordings.

## Lista de canciones
Todas las canciones fueron escritas por Tim Hecker.
Todas las canciones escritas y compuestas por Tim Hecker. 
| N.º | Título                          | Duración |  |
| 1.  | «Song of the Highwire Shrimper» | 7:24     |  |
| 2.  | «(They Call Me) Jimmy»          | 4:52     |  |
| 3.  | «Spectral»                      | 8:09     |  |
| 4.  | «I'm Transmitting Tonight»      | 5:16     |  |
| 5.  | «7000 Miles»                    | 5:43     |  |
| 6.  | «Shipyards of La Ceiba»         | 1:56     |  |
| 7.  | «Careless Whispers»             | 5:11     |  |
| 8.  | «The Star Compass»              | 4:49     |  |
| 9.  | «Azure Azure»                   | 10:34    |  |
| 10. | «Trade Winds, White Heat»       | 4:22     |  |